# Stazione di Arquà
Stazione di Arquà vasútállomás Olaszországban, Veneto régióban, Arquà Polesine településen.

## Vasútvonalak
Az állomást az alábbi vasútvonalak érintik:
- Padova–Bologna-vasútvonal

## Kapcsolódó állomások
A vasútállomáshoz az alábbi állomások vannak a legközelebb: 
- Stazione di Polesella
- Stazione di Rovigo